# Jean Marie Dongou
Jean Marie Dongou Tsafack (Duala, Región del Litoral, 20 de abril de 1995) es un exfutbolista camerunés que jugaba de delantero.

## Trayectoria

### La Masía
Dongou se incorporó al Fútbol Club Barcelona en 2008, los ojeadores del F. C. Barcelona lo vieron en varios torneos juveniles de fútbol 7 en los que participó a través de la fundación de Samuel Eto'o, jugador camerunés que en ese tiempo formaba parte del primer equipo del club catalán.
Dongou ingresó en las categorías inferiores del club azulgrana y reside en La Masía. Logró la hazaña de jugar en un año para tres grupos diferentes, como ya lo había hecho una vez Lionel Messi. Con 15 años jugó con el Juvenil B a pesar de ser cadete y se convirtió en el máximo goleador de la cantera en los dos últimos años. En la temporada 2010-11 continuó siendo jugador del Juvenil B, pero también participó con el Juvenil A en la conquista del campeonato de División de Honor a final de temporada. En la temporada 2011/12 se convirtió oficialmente en jugador del Juvenil A. Durante 2012, participó en el NextGen Series, una competición Sub-19 de clubes europeos. Con los jóvenes azulgranas, llegó a cuartos de final del torneo y terminó como el máximo goleador con siete tantos.

### F. C. Barcelona "B"
Tras 4 años en la escuela azulgrana, hizo su debut con el F. C. Barcelona "B" el 28 de enero de 2012 contra el S. D. Huesca en sustitución de Rodri. Marcó su primer gol como profesional el 25 de marzo frente al C. D. Alcoyano. Terminó la temporada 2011-12 jugando un total de 12 partidos y marcando 2 goles.
Para la temporada 2012-13 formó parte de la plantilla del Barça "B" llegando a disputar 33 encuentros entre los cuales consiguió 5 anotaciones. Tras eso participó con el primer equipo en la pretemporada 2013-14, llegando a anotar 3 goles: 2 en el triunfo por 7-0 del ante el Vålerenga Fotball de Noruega y uno en el triunfo por 8-0 ante el Santos F. C. por el Trofeo Joan Gamper.

### F. C. Barcelona
Debutó con el primer equipo el 6 de diciembre de 2013 en la Copa del Rey, al ingresar en el minuto 78' sustituyendo al chileno Alexis Sánchez, en este partido anotó su primer gol oficial con el Barça, para cerrar la victoria ante el F. C. Cartagena por 1-4, convirtiéndose en el primer jugador africano de la cantera que debuta con el primer equipo.
Hizo su debut el 11 de diciembre de 2013 en la Liga de Campeones ante el Celtic F. C. de Escocia, ingresando en el minuto 81' por Neymar. Su debut en la Primera División fue el 19 de enero de 2014, ingresando a los 85' en el empate 1-1 frente al Levante U. D.
El 28 de enero de 2014 renovó su contrato con el club azulgrana hasta 2017, de esta manera pasaría a tener una cláusula de rescisión de 12 millones de euros.

### Carrera por España
El 22 de enero de 2016 se incorporó al Real Zaragoza para lo que restaba de temporada y la siguiente, firmando con la carta de libertad por el equipo blanquillo. Luego pasó por el Club Gimnàstic de Tarragona antes recalar el 10 de julio de 2018 en el C. D. Lugo, equipo con el que firmó para las siguientes dos temporadas.
Después de seis meses en Galicia, el 30 de enero de 2019 el Club Lleida Esportiu logró su cesión hasta final de temporada.

### Experiencias por Europa
Tras seis meses sin equipo desde que abandonara el C. D. Lugo en agosto de 2019, el 11 de febrero de 2020 se hizo oficial su fichaje por el F. C. Honka Espoo finlandés. Allí estuvo hasta que rescindió su contrato en septiembre de 2021.
Después de su experiencia nórdica regresó al fútbol español, incorporándose el 8 de febrero de 2022 al Zamora C. F. En septiembre de ese mismo año se fue para Grecia después de fichar por el Anagennisi Karditsa, equipo con el que solo jugó dos partidos antes de ser despedido en diciembre. Entonces puso rumbo a Japón y a finales de abril se unió al F. C. Osaka para competir en la J3 League, categoría en la que disputó cuatro encuentros antes de rescindir su contrato en agosto. Tras esta aventura decidió poner fin a su carrera.

## Selección nacional
Dongou ha participado en variadas oportunidades con la selección sub-20 camerunesa, en las cuales ha anotado dos veces. Por otra parte también ha sido convocado por el técnico de Camerún Volker Finke en dos ocasiones (ante Túnez y Portugal), pero no ha llegado a disputar ningún minuto.

## Estadísticas

### Clubes
| Club                          | Div.          | Temporada     | Liga  | Liga  | Copas nacionales | Copas nacionales | Torneos internacionales | Torneos internacionales | Total | Total | Media goleadora |
| Club                          | Div.          | Temporada     | Part. | Goles | Part.            | Goles            | Part.                   | Goles                   | Part. | Goles | Media goleadora |
| ----------------------------- | ------------- | ------------- | ----- | ----- | ---------------- | ---------------- | ----------------------- | ----------------------- | ----- | ----- | --------------- |
| F. C. Barcelona "B" · España  | 2.ª           | 2011-12       | 12    | 2     | ―                | ―                | ―                       | ―                       | 12    | 2     | 0,17            |
| F. C. Barcelona "B" · España  | 2.ª           | 2012-13       | 32    | 5     | ―                | ―                | ―                       | ―                       | 32    | 5     | 0,16            |
| F. C. Barcelona "B" · España  | 2.ª           | 2013-14       | 30    | 8     | ―                | ―                | ―                       | ―                       | 30    | 8     | 0,27            |
| F. C. Barcelona · España      | 1.ª           | 2013-14       | 1     | 0     | 1                | 1                | 1                       | 0                       | 3     | 1     | 0,33            |
| F. C. Barcelona · España      | Total club    | Total club    | 1     | 0     | 1                | 1                | 1                       | 0                       | 3     | 1     | 0,33            |
| F. C. Barcelona "B" · España  | 2.ª           | 2014-15       | 39    | 11    | ―                | ―                | ―                       | ―                       | 39    | 11    | 0,28            |
| F. C. Barcelona "B" · España  | 2.ª B         | 2015-16       | 19    | 3     | ―                | ―                | ―                       | ―                       | 19    | 3     | 0,16            |
| F. C. Barcelona "B" · España  | Total club    | Total club    | 132   | 29    | 0                | 0                | 0                       | 0                       | 132   | 29    | 0,22            |
| Real Zaragoza · España        | 2.ª           | 2015-16       | 17    | 4     | ―                | ―                | ―                       | ―                       | 17    | 4     | 0,24            |
| Real Zaragoza · España        | 2.ª           | 2016-17       | 14    | 3     | 0                | 0                | ―                       | ―                       | 14    | 3     | 0,21            |
| Real Zaragoza · España        | Total club    | Total club    | 31    | 7     | 0                | 0                | 0                       | 0                       | 31    | 7     | 0,23            |
| Nàstic de Tarragona · España  | 2.ª           | 2017-18       | 8     | 0     | ―                | ―                | ―                       | ―                       | 8     | 0     | 0               |
| Nàstic de Tarragona · España  | Total club    | Total club    | 8     | 0     | 0                | 0                | 0                       | 0                       | 8     | 0     | 0               |
| C. D. Lugo · España           | 2.ª           | 2018-19       | 12    | 1     | 2                | 0                | ―                       | ―                       | 14    | 1     | 0,07            |
| C. D. Lugo · España           | Total club    | Total club    | 12    | 1     | 2                | 0                | 0                       | 0                       | 14    | 1     | 0               |
| Lleida Esportiu · España      | 2.ª B         | 2018-19       | 8     | 0     | ―                | ―                | ―                       | ―                       | 8     | 0     | 0               |
| Lleida Esportiu · España      | Total club    | Total club    | 8     | 0     | 0                | 0                | 0                       | 0                       | 8     | 0     | 0               |
| F. C. Honka Espoo · Finlandia | 1.ª           | 2020          | 13    | 7     | 3                | 0                | 1                       | 0                       | 17    | 7     | 0,41            |
| F. C. Honka Espoo · Finlandia | 1.ª           | 2021          | 13    | 3     | 3                | 0                | 4                       | 3                       | 20    | 6     | 0,3             |
| F. C. Honka Espoo · Finlandia | Total club    | Total club    | 26    | 10    | 6                | 0                | 5                       | 3                       | 37    | 13    | 0,35            |
| Zamora C. F. · España         | 1.ª RFEF      | 2021-22       | 12    | 1     | ―                | ―                | ―                       | ―                       | 12    | 1     | 0,08            |
| Zamora C. F. · España         | Total club    | Total club    | 12    | 1     | 0                | 0                | 0                       | 0                       | 12    | 1     | 0,08            |
| Anagennisi Karditsa · Grecia  | 2.ª           | 2022-23       | 2     | 0     | 0                | 0                | ―                       | ―                       | 2     | 0     | 0               |
| Anagennisi Karditsa · Grecia  | Total club    | Total club    | 2     | 0     | 0                | 0                | 0                       | 0                       | 2     | 0     | 0               |
| F. C. Osaka Japón             | 3.ª           | 2023          | 4     | 0     | 0                | 0                | ―                       | ―                       | 4     | 0     | 0               |
| F. C. Osaka Japón             | Total club    | Total club    | 4     | 0     | 0                | 0                | 0                       | 0                       | 4     | 0     | 0               |
| Total carrera                 | Total carrera | Total carrera | 236   | 48    | 9                | 1                | 6                       | 3                       | 251   | 52    | 0,21            |

## Palmarés

### Campeonatos nacionales
| Título                    | Club                        | País   | Año  |
| ------------------------- | --------------------------- | ------ | ---- |
| División de Honor Juvenil | F. C. Barcelona Juvenil "A" | España | 2011 |
| Copa de Campeones         | F. C. Barcelona Juvenil "A" | España | 2011 |
| Copa del Rey Juvenil      | F. C. Barcelona Juvenil "A" | España | 2011 |

### Distinciones individuales
| Distinción                                 | Año  |
| ------------------------------------------ | ---- |
| Máximo goleador del NextGen Series         | 2012 |
| Mejor Jugador Africano de la Liga Adelante | 2014 |